# Besse-et-Saint-Anastaise
Besse-et-Saint-Anastaise är en kommun i departementet Puy-de-Dôme i regionen Auvergne-Rhône-Alpes i centrala Frankrike. Kommunen ligger i kantonen Besse-et-Saint-Anastaise som tillhör arrondissementet Issoire. År 2022 hade Besse-et-Saint-Anastaise 1 445 invånare.

## Befolkningsutveckling
Antalet invånare i kommunen Besse-et-Saint-Anastaise
| Referens: INSEE |